# Bolmsö
Bolmsö é uma ilha do lago Bolmen, e a maior ilha da província histórica da Småland.
Tem uma área de 41 km 2, e uma população de 372 habitantes (2016).
Esta grande ilha foi, durante a Idade do Ferro, o ponto de encontro da ting local.